# Clemens August von Syberg

Landrat des Kreises Gemünd Clemens August Freiherr von Syberg (1754–1833), Herr von Schloss Eicks

Clemens August Freiherr von Syberg (* 8. Dezember 1754; † 21. April 1833) war der einzige  Landrat des Kreises Gemünd.

## Familie
Clemens August war der Sohn von Freiherr Johann Adolph von Syberg aus dessen Ehe mit Carolina Wilhelmina von Hersel. Er selbst hatte aus seiner Ehe mit Sophia Franziska geborener Freiin von Bottlenberg genannt Schirp, Erbin von Haus Scheppen und Haus Witten, 16 Kinder.

## Leben
Bis zur französischen Besetzung war der Herr von Schloss Eicks, Oberamtmann zu Münstereifel. Nach der Neuordnung und Angliederung des Rheinlandes an Preußen, trat er im Jahr 1816 das Amt des Landrats des neugegründeten Landkreises Gemünd an. Er erhielt den Roten Adlerorden und zum fünfzigjährigen Dienstjubiläum den Titel eines Geheimen Regierungsrates. Am 1. Mai 1829 wurde der langgediente Landrat in den Ruhestand versetzt und der Kreissitz unter gleichzeitiger Umbenennung desselben in Kreis Schleiden nach Schleiden verlegt.
Zu seinem Hausbesitz Schloss Eicks, seit mehreren Jahrhunderten im Besitz der Familie von Syberg, erwarb Clemens August 1787 die Oberburg der Burg Vlatten und später auch die Burg Berg.